# The Simpsons: Bart vs. the Space Mutants
The Simpsons: Bart vs. the Space Mutants je první videohra založená na animovaném seriálu Simpsonovi. V roce 1991 byla vydaná pro Nintendo Entertainment System, Sega Master System, Atari ST, Amiga, Commodore 64 a Amstard CPC a v roce 1992 pro Mega Drive/Genesis a Game Gear. Byla publikovaná společnostmi Acclaim a Ocean Software a vyrobená společnostmi Imagineering a Arc Developments. V této platformové hře hráč ovládá Barta Simpsona přes pět úrovní a snaží se zničit plány mimozemšťanů kteří se chtějí zmocnit světa.

## Děj
V této hře je Bart Simpson jediný, který zná plán mimozemšťanů a snaží se je zastavit než nasbírají všechny věci potřebné k postavení jejich nejsilnější zbraně a zmocnění se světa. Je tam pět úrovní, a v nich musí Bart sesbírat a zničit potřebné věci. Kvůli získání položek musí Bart používat věci a cherrybomby, které lze koupit za mince a mohou být věcmi, díky kterým se zbaví mimozemšťanů. Hráč ovládá Barta na skateboardu. Aby se zbavil mimozemšťanů převlečených za lidi, musí jim skočit na hlavu. Bart po prvních čtyřech úrovních potká šéfa mimozemšťanů. Ve hře je také použit Simpsonovský humor. Hra také obsahuje několik miniher.

## Výroba
Bart vs. the Space Mutants byla první videohra založená na seriálu Simpsonovi a obsahuje úvodní znělku. Hra byla designovaná Garrym Kitchenem.